# Apache Software Foundation
Apache Software Foundation (ASF) — организация-фонд, способствующая развитию проектов программного обеспечения Apache, к которым относится, среди прочего, веб-сервер Apache.
ASF была сформирована в 1999 году из Apache Group в Делавэре, США.
Сообщество ASF состоит из разработчиков-энтузиастов, живущих в разных странах мира и участвующих в различных Open Source проектах.
Отличительные черты проектов Apache: совместная разработка кода и открытая, прагматичная лицензия (Apache Software License).
Руководит каждым из проектов команда избранных экспертов, которые сами принимают активное участие в процессе разработки.
Членами организации могут стать только те люди, которые внесли значительный вклад в развитие/разработку проектов.
Основные задачи фонда — это юридическая защита участников проекта и защита марки «Apache».
ASF была разработана лицензия Apache, широко используемая в рамках других проектов.
Среди платиновых (более 100 000 долл. в год) спонсоров проекта — Google и Yahoo!. В июле 2008 года к ним присоединилась Microsoft.
ASF ежегодно проводит конференции ApacheCon.

## Совет директоров
Совет директоров Apache Software Foundation (ASF) отвечает за управление и надзор за бизнесом и делами корпорации в соответствии с Уставом. Это включает в себя управление корпоративными активами (фондами, интеллектуальной собственностью, товарными знаками и вспомогательным оборудованием), назначение президента и корпоративных должностных лиц, управляющих основными операциями ASF, и распределение корпоративных ресурсов в интересах проектов Apache. Полномочия по принятию технических решений по каждому проекту Apache передаются их независимому комитету по управлению проектами; направление задают участники каждого проекта, а не правление.
Правление избирается ежегодно членами ASF.
- Bertrand Delacretaz
- Roy T. Fielding
- Sharan Foga
- Justin Mclean
- Sam Ruby
- Craig L Russell
- Roman Shaposhnik
- Sander Striker
- Sheng Wu

## Проекты

### Активные проекты
- Apache HTTP Server
- Apache Ant
- Apache avro
- Apache Cocoon
- Apache Jackrabbit
- Apache Kafka
- Apache Portable Runtime (APR)
- Apache Spark[4]
- Apache Ignite
- Apache DB (Derby Database)
- Apache Superset
- Apache Directory Server
- Excalibur
- Apache Velocity
- Apache XML Project
- Cesium
- cloud
- CouchDB
- Cordova
- Cassandra
- Druid
- Apache Forrest
- Geronimo
- Gump
- Hadoop
- Hbase
- Hive
- Incubator
- Impala
- Jakarta
- James
- JMeter
- Lenya
- Logging Services
- Lucene
- Maven
- MyFaces
- NetBeans
- OFBiz
- Apache ORC
- OpenOffice
- Apache Parquet
- Apache Pig
- Portals
- Apache Sequence file
- SpamAssassin
- Struts
- Subversion
- TCL
- Traffic Server
- Tomcat
- TomEE
- Web Services
- Wicket
- Xerces
- XMLBeans
- XML Graphics
- Apache Zeppelin
- Apache ZooKeeper
- Apache Flink
- Apache Beam

### Остановленные проекты
- Crimson

### Закрытые проекты
- Apache Avalon